# Piper aberrans
Piper aberrans är en pepparväxtart som beskrevs av C. Dc.. Piper aberrans ingår i släktet Piper och familjen pepparväxter. Inga underarter finns listade i Catalogue of Life.